# Arnold Badjou
Arnold Jules Élie Badjou (26. června 1909 – 17. září 1994) byl belgický fotbalový brankář.
Celou svou kariéru (1928–1941) odehrál v Daringu. Byl členem belgické fotbalové reprezentace na Mistrovství světa ve fotbale 1930, 1934 a 1938 a na turnajích v letech 1930 a 1938 odehrál dohromady 3 zápasy. Badjou byl posledním žijícím členem belgického týmu ze světového šampionátu v roce 1930.